# Biennio rosso
Mit Biennio rosso (deutsch: Die zwei roten Jahre) wird in Italien der Zeitraum der Jahre 1919 und 1920 bezeichnet, der von der politischen Agitation der Linken geprägt wurde. In diesen Jahren kam es unter Führung der Sozialistischen Partei Italiens (PSI) zum Versuch eines politischen und gesellschaftlichen Umsturzes mit dem Ziel des Kommunismus.
Die revolutionäre Bewegung breitete sich von Turin ausgehend auf große Teile Norditaliens aus. Die Aktivitäten begannen mit Demonstrationen und Streiks; vielfach gewaltsame Fabrik- und Landbesetzungen folgten. Die Regierung reagierte auf diese Entwicklung weitgehend passiv; die von Fabrik- und Grundbesitzern finanzierten und von Benito Mussolini lose geführten Fasci di combattimento gewannen als Gegenkräfte an Bedeutung. Die Fasci konnten sich auf die Zustimmung bzw. Neutralität der Bevölkerungsmehrheit sowie die wohlwollende Neutralität der Regierung und der Armee stützen; sie gewannen letztlich die Oberhand. Das Biennio rosso wurde vom Biennio nero der Jahre 1921 und 1922 abgelöst, das im Marsch auf Rom der Fasci und der Machtübernahme Mussolinis gipfelte.

## Vorgeschichte
Italien stand nach dem Ersten Weltkrieg trotz des Sieges vor ähnlichen Problemen wie die unterlegenen Mächte. Die Finanzen waren durch die Kriegskosten zerrüttet, mit Deutschland und Österreich-Ungarn waren die wichtigsten Märkte für Export und Import weggebrochen, die Industrie stand vor dem Problem der Umrüstung auf Friedensproduktion, die heimkehrenden Soldaten fanden daher kaum Arbeit. Das Ergebnis war eine weitgehende Unzufriedenheit in der Arbeiterschaft und auch im Agrarbereich, während sich das Bürgertum mit der vittoria mutilata („verstümmelter Sieg“) nicht abfinden wollte. Die Wahl am 16. November 1919 brachte diese Unzufriedenheit zum Ausdruck:
- Die Sozialistische Partei (PSI), die sich 1919 der Kommunistischen Internationale angeschlossen hatte, wurde mit 156 Abgeordneten (1913: 33 Abgeordnete) stärkste Partei.
- Die bislang unter Giovanni Giolitti bzw. unter dessen Einfluss stehenden Liberalen erhielten 41 von 508 Parlamentssitzen (1913: 270).
- die neue Partei Partito Popolare Italiano (Italienische Volkspartei; Sprachrohr der demokratischen Katholiken) unter ihrem populären Parteichef Don Luigi Sturzo erhielt 100 Parlamentssitze.

## Ablauf
Das Biennio Rosso begann mit Demonstrationen und Streiks in norditalienischen Industriestädten, die von der Sozialistischen Partei (PSI) und deren offiziellem Parteiorgan Avanti! unterstützt wurden. Ihnen folgten Aussperrungen durch die Industrie, die von den Arbeitern mit teilweise gewaltsamen Betriebsbesetzungen beantwortet wurden. Nun endete die Unterstützung durch die PSI, konkrete Anweisungen in Hinblick auf eine Übernahme der politischen Macht gab es nicht. Lediglich in Turin, wo der linkssozialistische Parteifunktionär Antonio Gramsci am 1. Mai 1919 die Wochenzeitung „Neue Ordnung“ (L’Ordine Nuovo) gegründet hatte, bekamen die Streikenden und Fabriksbesetzer konkrete Hilfestellung. Gramsci konnte sich dabei auf die Tatsache stützen, dass die PSI im März mehrheitlich den Beitritt zur Kommunistischen Internationale und damit einen revolutionären Kurs beschlossen hatte. Als Auftakt der Bewegung, die zum Biennio Rosso führte, kann die Publikation des Manifests Ai commissari di reparto delle officine ,Fiat Centro' e ,Brevetti’ Gramscis Zeitung gesehen werden. In diesem Artikel wird die Übernahme dieser Betriebe durch Arbeiterräte als Beispiel für eine zukünftige Selbstverwaltung aller Betriebe des Landes dargestellt. In die gleiche Kerbe schlug wenig später ein Beitrag von Gramsci und Palmiro Togliatti, der unter dem Titel Democrazia operaia (Arbeiterdemokratie) im gleichen Blatt erschien und für Enteignung und Arbeiterselbstverwaltung plädierte. Gramsci propagierte dabei ein Rätekonzept, das über die Fabrikkomitees hinaus in den politischen Bereich reichte. Sein Ziel war die Schaffung einer revolutionären Kultur selbst organisierter Produzenten als Keimzelle einer zukünftigen kommunistischen Gesellschaft.
Gramscis Ideen und die Aktionen der Turiner Arbeiter breiteten sich von Turin auch auf andere Städte Norditaliens wie Genua, Pisa, Livorno und Florenz aus. Diese Bewegung erfasste neben den staatlichen Eisenbahnen (Ferrovie dello Stato) auch den ländlichen Raum, vor allem die Regionen Emilia und Romagna. Die radikale Union der italienischen Syndikalisten (Unione Sindacale Italiana -USI), die diese Bewegung unterstützte, zählte zu dieser Zeit etwa eine Million Mitglieder. Als die Weiterführung der besetzten Betriebe, bei denen in Summe bis zu 500.000 Arbeiter beschäftigt waren, wegen Rohstoffmangel und der fehlenden Vertriebsorganisationen schwieriger wurde, begann die Krise.
Im April 1920 erlebte die Turiner Rätebewegung zwar noch einen weiteren Höhepunkt, als 200.000 Arbeiter einen zehntägigen Generalstreik durchführten. Dieser Streik blieb allerdings auf Turin beschränkt, da die nationale Führung der PSI die Unterstützung verweigerte. Gramsci entwarf nun ein 9-Punkte-Programm, das am 8. Mai 1920 im L’Ordine Nuovo veröffentlicht wurde. Gramsci ging bei seinen Überlegungen davon aus, dass die Zeit für eine revolutionäre Umgestaltung des Landes gekommen sei, dass allerdings eine bessere Koordination von Arbeitern und Bauern notwendig wäre. Er schätzte die Lage so ein, dass „entweder die Eroberung der politischen Macht durch das revolutionäre Proletariat folge, oder eine furchtbare Reaktion durch die besitzende Klasse.“
Als es im September 1920 zu neuerlichen Fabrikbesetzungen kam, deren Schwerpunkt wieder in Turin lag, drohte den Arbeitern erstmals ein Militäreinsatz. Der sozialistischen Partei gelang es in den wichtigsten Betrieben einen Konsens zwischen Arbeitnehmern und Arbeitgebern zu erzielen und ein Blutvergießen zu verhindern. Die Tatsache, dass dadurch die verbliebenen Räte in die Isolierung gerieten, führte zur Kritik Gramscis an der Führung der PSI. Das verschärfte die internen Differenzen zwischen zentristischen, reformistischen und kommunistischen Strömungen und führte letztlich zur Zerschlagung der PSI. Diese zeichnete sich bereits bei der PSI-Tagung in Imola im November 1920 ab und manifestierte sich in der Abspaltung der Massimalisti und Gründung der Kommunistischen Partei Italiens (PCI) am 21. Januar 1922 und die Abspaltung der Gruppe um Matteotti und Turati im Oktober 1922.
Das Scheitern des Generalstreiks im März 1921, das auf das Eingreifen der Fasci di combattimento Mussolinis zurückzuführen ist, leitete die Wende zum Biennio nero, den beiden „Schwarzen Jahren“ ein, während der die Fasci dominierten und schließlich unter Mussolini die Macht übernahmen.

## Gründe für das Scheitern der Sozialisten
- Wie fast sämtliche sozialistischen und sozialdemokratischen Parteien Europas war auch die Sozialistische Partei Italiens (PSI) trotz ihres offiziellen Bekenntnisses zum revolutionären Kampf und zur Diktatur des Proletariats intern zwischen Massimalisti und Reformisti gespalten, was mit Ende des Biennio Rosso auch zur Trennung führte. Der Begriff Maximalisten bzw. Massimalisti geht auf den Erfurter Parteitag der SPD 1891 zurück, an dem ein „Maximalprogramm“ mit der theoretischen Forderung nach Sozialismus und Revolution sowie ein „Minimalprogramm“ mit 15 unverzüglich zu erreichenden gesellschaftspolitischen Forderungen, darunter allgemeines Wahlrecht, Rede- und Vereinsfreiheit, Achtstundentag usw. aufgestellt wurde. Um die Jahrhundertwende kam es auch in Italien zur Spaltung zwischen revolutions- und reformorientierten Parteimitgliedern, ein Hauptvertreter der Massimalisti war Enrico Ferri. Die Reformisti begrüßten zwar Demonstrationen und Streiks, die gewaltsamen Fabriks- und Landbesetzungen wurden jedoch abgelehnt. Dazu Filippo Turati, der große Mann der italienischen Sozialdemokratie, der aus seinem Unmut über diese Entwicklung keinen Hehl machte:[4][5]

„Es sind jede Menge Leute der Mittelklasse, der Kleinbürger, der Intellektuellen, der Liberalen, Leute, die an den Aufstieg des Sozialismus auch ihre Hoffnungen nach Fortschritt und Freiheit geknüpft hatten, die wir jetzt mit Blutvergießen und einer drohenden Diktatur auf die andere Seite treiben... Die Gewalt ist fast immer ein Mittel, das auf jene zurückfällt, die sie einsetzen. Das wissen zumindest jetzt jene Sozialisten, die mit brutaler Gewalt, dreister Anmaßung und ihren roten Tribunalen die Emilia tyrannisiert haben. Die gleiche Erfahrung könnten aber auch die Faschisten machen, die nun glauben die Region mit Brandstiftungen und Gewalttaten, befreien' zu müssen.“
- Die Massimalisti standen unter keiner einheitlichen überregionalen Führung. Was sie verband, waren lediglich die Publikationen der Arbeiterklasse.

- Gemäß Gaetano Salvemini[6] brachten die Massimalisti, die Anarchisten und auch viele Sozialisten mit ihrer Abwertung nationaler Gefühle, der Heroisierung von Deserteuren und der Herabwürdigung der Frontsoldaten eine breite Schichte von Veteranen und patriotischen Jugendlichen gegen sich auf, was der Faschismus mit pompösen Heldenehrungen und Gedenkstätten (z. B. Redipuglia) zu instrumentalisieren wusste.

- Die faschistischen Milizen konnten mit Duldung der Regierung, Sympathie der Exekutive und Neutralität rechnen und hatten eine breitere finanzielle Basis (Industrie, Grundbesitzer).

## Folgen
Als positiv ist die Verbesserung der Arbeitsbedingungen der Arbeitnehmer zu werten. So kam es zur Einführung des Acht-Stunden-Tages und zu Lohnerhöhungen.
Nachteilig wirkte sich aus, dass nicht nur die betroffenen Industriellen und Grundbesitzer, sondern auch weite Teile des Bürgertums von der Angst einer bolschewistischen Revolution ergriffen wurden und entweder Unterstützung durch die Fasci Mussolinis suchten oder deren Aktionen zumindest neutral bzw. wohlwollend gegenüberstanden.